# Angerona kentearia
Angerona kentearia là một loài bướm đêm trong họ Geometridae.